# Remo Bertoni
Remo Bertoni (Varese, 21 juni 1909 - Milaan, 18 september 1973) was een Italiaans wielrenner.

## Belangrijkste overwinningen
1932
- 11e etappe Ronde van Italië
- Treviso-Monte Grappa

1934
- Bergklassement Ronde van Italië

## Resultaten in voornaamste wedstrijden
| Jaar | Ronde van Italië | Ronde van Frankrijk | Ronde van Spanje |
| ---- | ---------------- | ------------------- | ---------------- |
| 1932 | ↑ (1)            |                     |                  |
| 1933 | 19e              |                     |                  |
| 1934 | 6e               |                     |                  |
| 1935 | 6e               | opgave              |                  |
| 1936 | opgave           |                     |                  |
| 1937 | opgave           |                     |                  |

| Jaar | Milaan-San Remo | Ronde van Lombardije |  | WK op de weg |
| ---- | --------------- | -------------------- |  | ------------ |
| 1932 | 35e             | Brons                |  | ↑            |
| 1933 |                 |                      |  |              |
| 1934 | 41e             |                      |  |              |
| 1935 |                 |                      |  |              |
| 1936 |                 |                      |  |              |
| 1937 | 36e             |                      |  |              |